# Gerhard Lentink
Gerhard Lentink (Deventer, 1956) is een Nederlands beeldhouwer en omgevingskunstenaar.

## Leven en werk
Lentink kreeg les van onder anderen Ies Jacobs aan de Vrije Academie in Amsterdam (1974-1975) en studeerde monumentale vormgeving en schilderkunst aan de Academie voor Beeldende Kunsten Sint-Joost in Breda (1975-1980) bij Theo Mols en Paul de Swaaf. In 1982 vestigde hij zich in Dordrecht. Lentink maakt grote houten beelden. Een aantal daarvan is opgenomen in de collecties van onder meer Beeldengalerij Het Depot, museum Beelden aan Zee en Museum de Fundatie. In samenwerking met onder anderen fotograaf Reinout van den Bergh, beeldhouwer Gertjan Evenhuis en zijn neef Ivar Diekerhof maakte hij ook landschapsprojecten in Frankrijk, Spanje en Scandinavië. In 2009 publiceerde Lentink Anatopen, een autobiografisch werk.

## Werken (selectie)
- Alkyoneus-toren (1987-1988), collectie Beelden aan Zee, Scheveningen
- Sacre (1991-1993), collectie Museum de Fundatie, Zwolle
- La berceuse (1996-1998), Franciscus Ziekenhuis, Roosendaal
- De Circassische (1997-2000), Sara Lee/DE, Utrecht
- Koningin Beatrix (1998-2000), Provinciehuis Zuid-Holland, Den Haag
- Wolters Huis (2000-2005), Albert Schweitzer Ziekenhuis, Dordrecht
- Daedalus (2002-2003), stadhuis Alphen aan den Rijn
- Maria/Medea (2004-2006), Spuihaven, Dordrecht
- Und so mit großen Fernen überladen (2006-2008), gemeentehuis Rijssen